# Krabik amerykański
Krab niebieski (Rhithropanopeus harrisii) – gatunek kraba z rodziny Panopeidae.
Ubarwienie i wyglądUbarwienie tego kraba waha się od szarożółtego do ciemnobrunatnego, czasami z ciemnymi centkami na karapaksie. Posiada białe masywne szczypce, długie odnóża.
RozmiarTo niewielki skorupiak mogący osiągnąć maksymalną wielkość rzędu 20 mm.
ZachowaniePrzestraszony zagrzebuje się na dnie lub ukrywa pod kamieniami. Żywi się szczątkami zwierzęcymi i roślinnymi. Poluje na drobne bezkręgowce.
WystępowanieWystępuje w wodach brachicznych oraz słodkich; ujściach rzek i słonawowodnych, płytkich zatokach. Lubi kamieniste podłoże. Pierwotnie występował w ujściach rzek w Teksasie i na Florydzie. Obecnie występuje w niejednym estuarium na naszym globie. Znany również z Bałtyku. Jest jednym z trzech spotykanych w jego wodach krabów. Na terenie Polski w Zalewie Wiślanym, Martwej Wiśle, w Zatokach Gdańskiej i Pomorskiej, oraz Zalewie Szczecińskim.
HodowlaMożna go trzymać w domowym słonowodnym akwarium.